# Área de Estatística Combinada
O Departamento de Gerenciamento e Orçamento dos Estados Unidos (OMB) (em inglês: Office of Management and Budget) definiu dois tipos de áreas estatísticas: as áreas estatísticas micropolitanas e as áreas estatísticas metropolitanas. Essas duas áreas consistem em um ou mais condados ou equivalentes. Atualmente as áreas estatísticas são definidas pelas aplicações padrões do ano de 2000 (onde apareceu no Diário Oficial em 27 de Dezembro de 2000) no censo do mesmo ano, sendo renovado pelos censos de ano superiores. A atual definição é de Dezembro de 2006.
Se um critério específico é encontrado, áreas micropolitanas e metropolitanas adjacentes em várias combinações podem se tornar componentes de um novo grupo de áreas, as áreas estatísticas combinadas (CSAs). As áreas que combinam (que entram em fusão) retêm suas próprias designações como áreas estatísticas tanto micropolitanas como metropolitanas dentro de uma larga área estatística combinada. Há 126 CSAs definidas pela OMB nos EUA, de acordo com a atual pesquisa de Dezembro de 2006.
Note que as CSAs representam múltiplas áreas metropolitanas e micropolitanas que possuem um certo grau de intercâmbio de emprego.